# Viborg (dokumentarfilm)
|  | Denne artikel er oprettet af botten Steenthbot ud fra en ekstern database. Den kan derfor have sproglige fejl eller mangler. Denne skabelon kan fjernes efter kontrol af indholdet. |

 For alternative betydninger, se Viborg (flertydig). (Se også artikler, som begynder med Viborg)
Viborg er en dansk dokumentarfilm fra 1938.

## Handling
Udsigt over byen - Viborg Domkirke - Interiør fra kirken med Joakim Skovgaards billeder - Det gamle og det nye Viborg - Torvedag - Hedeselskabets bygning - Viborg som trafikcentrum - Viborg sø - Mønsted kalkbrud - Den gamle hærvej - Historiske minder og herregårde i byens omegn - Vium Kirke og præstegård - Heden og dens folk - Dollerup Bakker og Hald Sø.